# 阿尔佩涅斯
阿尔佩涅斯，是西班牙阿拉贡自治区特鲁埃尔省的一个市镇。总面积29平方公里，总人口22人（2018年），人口密度1人/平方公里。